# Pleonotoma stichadenia
Pleonotoma stichadenia là một loài thực vật có hoa trong họ Chùm ớt. Loài này được K.Schum. miêu tả khoa học đầu tiên năm 1894.